# И тек тако...
И тек тако... (енгл. And Just Like That...) америчка је телевизијска серија коју је створио Мајкл Патрик Кинг за HBO Max. Наставак је серије Секс и град (1998—2004). Глумачку поставу предводе Сара Џесика Паркер, Синтија Никсон и Кристин Дејвис.
Иако је прва сезона првобитно замишљена као мини-серија, у марту 2022. најављена је друга сезона. Серија је добила помешане рецензије критичара, који су је сматрали непотребном и инфериорном у односу на серију Секс и град.

## Радња
Ново поглавље серије Секс и град прати Кари, Миранду и Шарлот које од узбудљивог путовања кроз замршену стварност живота и пријатељства у тридесетима закорачују у још замршенију стварност живота и пријатељства у педесетима.

## Улоге
| Глумац             | Улога                  |
| ------------------ | ---------------------- |
| Сара Џесика Паркер | Кари Бредшо            |
| Синтија Никсон     | Миранда Хобс           |
| Кристин Дејвис     | Шарлот Јорк Голденблат |
| Марио Кантоне      | Ентони Марентино       |
| Дејвид Ајгенберг   | Стив Брејди            |
| Вили Гарсон        | Станфорд Блач          |
| Еван Хендлер       | Хари Голденблат        |
| Сара Рамирез       | Че Дијаз               |
| Крис Нот           | Господин Зверка        |
| Сарита Чадхури     | Сима Пател             |
| Кети Анг           | Лили Голденблат        |
| Нил Канингам       | Брејди Хобс            |
| Крис Џексон        | Херберт Вексли         |
| Никол Ари Паркер   | Лиса Тод Вексли        |
| Алекса Свинтон     | Рок Голденблат         |
| Карен Питман       | Наја Волас             |
| Џон Корбет         | Ејдан Шо               |
| Доли Велс          | Џој                    |
| Себастијано Пигаци | Ђузепе                 |

## Епизоде
| Сезона | Сезона | Епизоде | Епизоде | Оригинално емитовање | Оригинално емитовање |
| Сезона | Сезона | Епизоде | Епизоде | Премијера            | Финале               |
| ------ | ------ | ------- | ------- | -------------------- | -------------------- |
|        | 1.     | 10      | 10      | 9. децембар 2021.    | 3. фебруар 2022.     |
|        | 2.     | 11      | 11      | 22. јун 2023.        | 24. август 2023.     |
|        | 3.     | 12      | 12      | 29. мај 2025.        | 14. август 2025.     |